# Nepal Peak
Nepal Peak är en bergstopp i Antarktis. Den ligger i Östantarktis. Australien gör anspråk på området. Toppen på Nepal Peak är 1 203 meter över havet, eller 141 meter över den omgivande terrängen. Bredden vid basen är 2,7 km.
Terrängen runt Nepal Peak är huvudsakligen kuperad, men söderut är den bergig. Trakten är obefolkad. Det finns inga samhällen i närheten.